# Brian Diemer
Brian Diemer, född den 10 oktober 1961 i Grand Rapids, Michigan, är en amerikansk friidrottare inom hinderlöpning.
Han tog OS-brons på 3 000 meter hinder vid friidrottstävlingarna 1984 i Los Angeles. 